# Pierre Dumanoir Le Pelley

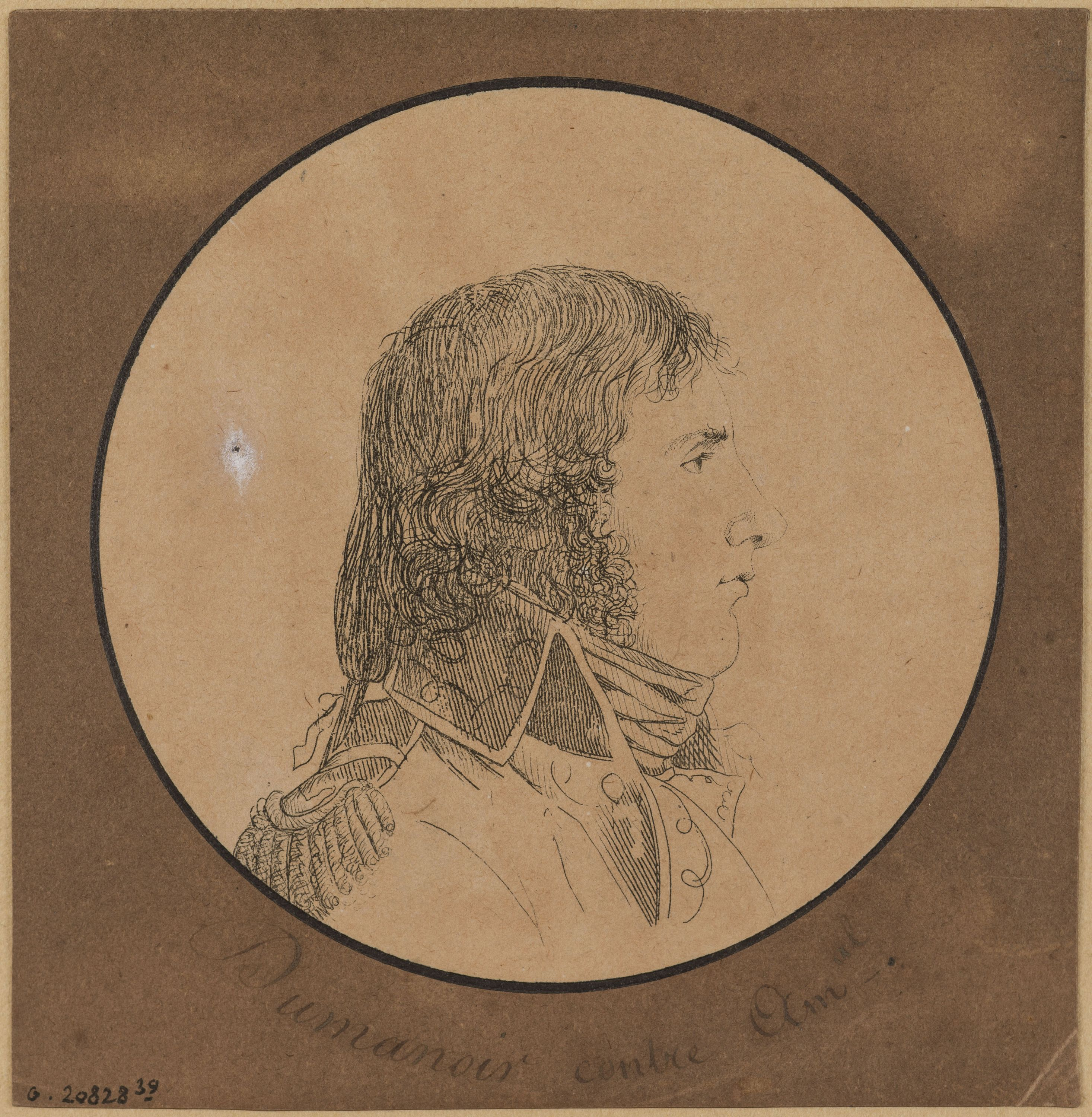
Pierre Dumanoir Le Pelley.

Pierre-Étienne-René-Marie Dumanoir Le Pelley (1770-1829) fue un comandante de la marina francesa en el siglo XIX, famoso por huir del combate en la Batalla de Trafalgar, el 21 octubre del año 1805.

## Biografía
En 1805 estaba al mando de una división de la flota francesa a las órdenes del almirante Pierre Charles Silvestre de Villeneuve. Tomó parte en la batalla de Trafalgar el 21 de octubre de 1805, en el Formidable y al mando de la vanguardia de seis barcos de la flota francesa. Al iniciarse la batalla dio la señal a sus barcos para huir y abandonó el combate. El capitán Infernet, al mando del navío Intrépide, lo desobedeció y marchó al combate.
Dumanoir fue perseguido y capturado el 3 de noviembre en la batalla del Cabo Ortegal por un escuadrón comandado por Richard Strachan y llegó a Inglaterra, donde cayó en desgracia. Murió en 1829.